# Trois-Fonds
Trois-Fonds ist eine Gemeinde in Frankreich. Sie gehört zur Region Nouvelle-Aquitaine, zum Département Creuse, zum Arrondissement Aubusson und zum Kanton Gouzon. Sie grenzt im Norden an Toulx-Sainte-Croix, im Nordosten und im Osten an Bord-Saint-Georges, im Südosten an Gouzon, im Südwesten an La Celle-sous-Gouzon und im Westen an Saint-Silvain-sous-Toulx.
Die vormalige Route nationale 697 führt über Trois-Fonds.

## Bevölkerungsentwicklung
| Jahr      | 1962 | 1968 | 1975 | 1982 | 1990 | 1999 | 2008 | 2013 |
| --------- | ---- | ---- | ---- | ---- | ---- | ---- | ---- | ---- |
| Einwohner | 196  | 185  | 161  | 125  | 85   | 95   | 115  | 121  |